# Sitio de Jebús
El sitio de Jebús es un conflicto bélico  narrado en los pasajes bíblicos. Se describe a Israel en cabeza de David sitiando y conquistando una ciudad de Canaán llamada Jebús (יבוס Yeḇūs) nombrada así por sus habitantes originales; los Jebuseos. 
Según el Tanaj (Antiguo Testamento) los israelitas obtuvieron acceso mediante un asalto sorpresa, convirtiendo a Jebús en la capital del Reino de Israel bajo el nuevo nombre, ciudad de David.

## Descripción bíblica
La narrativa del asalto a Jebús es escasa, La Biblia usa fuentes con redacción similar:
En 1 Crónicas 11 dice; fue David con todo Israel á Jerusalén, la cual es Jebús; y allí era el Jebuseo habitante de aquella tierra.  Y los moradores de Jebús dijeron á David: No entrarás acá. Mas David tomó la fortaleza de Sion, que es la ciudad de David.
En 2 Samuel 5 dice; Entonces el rey de Israel marchó á Jerusalén, a la tierra del jebuseo; el cual habló á David, diciendo: Tú no entrarás acá, si no echares los ciegos y los cojos; diciendo: No entrará acá David, pero David tomó la fortaleza de Sion, la cual es la ciudad de David.
Antecedentes
El Libro de Josué 15 narra que anteriormente los israelitas intentaron quedarse con varias tierras en la zona, tuvieron éxito, pero Jebús no fue conquistada.
Mas a los jebuseos que habitaban en Jerusalén, los hijos de Judá no pudieron arrojarlos; y ha quedado el jebuseo en Jerusalén con los hijos de Judá hasta hoy.

## Identificación de Jebús
La identificación de Jebús con Jerusalén ha sido cuestionada. Niels Peter Lemche señala que cada mención no bíblica a Jerusalén encontrada en el antiguo cercano Oriente se refiere a la ciudad bajo el nombre "Jerusalén", ofreciendo como ejemplo las cartas de Amarna que están fechadas en el siglo XIV a. C. y llaman a Jerusalén "Urasalimmu". Afirma que "No hay evidencia de Jebús y los jebuseos fuera del Antiguo Testamento. Algunos eruditos consideran que Jebús es un lugar diferente de Jerusalén; otros eruditos prefieren ver el nombre de Jebús como una especie de nombre pseudoétnico sin ningún tipo de antecedentes históricos. "